# Johann Conrad Eichhorn
Johann Conrad Eichhorn (geboren am 2. Juni 1718 in Danzig; gestorben am 17. September 1790 in Danzig) war ein deutscher Pastor und Zoologe.
Nach dem Besuch des Gymnasiums in Danzig studierte Eichhorn, Sohn eines Kaufmanns, von 1741 bis 1746 evangelische Theologie in Jena. Er heiratete Anna Luise Meyer, mit der er drei Töchter hatte. 1752 wurde Eichhorn zunächst Pastor, dann Diakon in Osterwick. 1761 trat er seine Lebensstelle als Pastor an Sankt Katharinen in Danzig an. Etwa mit Amtsantritt in Danzig begann er, Stadtgraben und weitere Frischwasserquellen Danzigs und seiner Umgebung, etwa die Radunia, mikroskopisch zu untersuchen. Insbesondere der Kleintierwelt galt seine Aufmerksamkeit. Als Amateurforscher verfolgte er hierbei keine wissenschaftlichen Ansprüche; für ihn als Theologe zeigte sich aber gerade in den kleinsten Lebensformen das Wirken Gottes. Wissenschaftliche Literatur scheint er weitgehend ignoriert zu haben. Seine eigenen Veröffentlichungen auf dem Gebiet der Kleinstlebewesen wurden jedoch bald in der wissenschaftlichen Forschung rezipiert, ihm selbst aufgrund seiner genauen Beobachtungen und der Exaktheit seiner Zeichnungen durchaus der Rang eines Wissenschaftlers eingeräumt. Vermutlich sah und beschrieb er 1767 als erstes die Bärtierchen, konnte den Ruhm dafür aber nicht ernten, da sein kleines Werk erst 1775 erschien, bereits 1773 die Bärtierchen jedoch von Johann August Ephraim Goeze der Öffentlichkeit bekannt gemacht wurden.

## Werke
- Beyträge zur Naturgeschichte der kleinsten Wasserthiere, die mit bloßem Auge nicht können gesehen werden und die sich in den Gewässern in und Danzig befinden. Danzig 1775. Neue Auflage Berlin/Stettin 1781.
- Zugabe zu meinen Beyträgen zur Natur-Geschichte der kleinsten Wasser-Thiere die mit keinem blossen Auge können gesehen werden, mit zwey neuentdeckten Wasser-Thieren nebst einer Vertheidigung gegen Herrn Johann Caspar Fueßly. Danzig 1783.